# Tesla Model Y L
Tesla Model Y L — шестимісний варіант Tesla Model Y з довгою колісною базою. Його було офіційно представлено 16 липня 2025 року, а його випуск у Китаї запланований на осінь 2025 року.

## Опис
Model Y L довша за Y на 186 мм та вища на 44. Окрім збільшених габаритів, нова Model Y L отримує унікальні колеса, оновлений спойлер, нові сидіння та, схоже, буде доступна з новим золотим кольором фарби.
Вона оснащена двома електродвигунами: 142 кВт на передній осі та 198 кВт на задній осі, що забезпечує сукупну пікову потужність 340 кВт (456 к.с.). Автомобіль має повний привід (AWD) та живиться від потрійних акумуляторів NMC, що постачаються компанією LG Energy Solution.

## Ринок
На момент запуску в липні 2025 року, Model Y L призначена виключно для китайського ринку. Очікується, що вона конкуруватиме з іншими електричними позашляховиками з подовженою колісною базою в Китаї, такими як BYD Tang L, AITO M9, Li L8 та Onvo L90.
У 2024 році Model Y була найпопулярнішою моделлю Tesla в Китаї, було продано 480 309 одиниць. Однак у першій половині 2025 року продажі знизилися на 17,5 % у порівнянні з аналогічним періодом минулого року після випуску оновленої Model Y Juniper.
Очікується, що трирядний кросовер також з'явиться в США. Електронний лист, який Tesla надіслала власникам у США в червні, був не єдиним натяком на запуск подовженої Model Y у Північній Америці. Витоки інформації з внутрішнього коду вказують на те, що це буде глобальна модель, проте, версія для Америки може мати семимісну компоновку.

## Виробництво та ціна
Станом на середину 2025 року Tesla не підтвердила, чи буде Model YL вироблятися за межами Китаю. Галузеві аналітики очікують, що ціна починатиметься приблизно з 300 000 юанів (приблизно 41 800 доларів США), а за іншими оцінками, до 400 000 юанів (приблизно 55 700 доларів США).